# بيوكهبورغ
بوكه بورغ (بالألمانية: Bückeburg) هي بلدة ألمانية تقع في ألمانيا في سكسونيا السفلى.[بحاجة لمصدر] يقدر عدد سكانها بـ 21,030 نسمة .

## أعلام
- لويز ليهزن
- هاينريش كروزه
- إرنست هينريتش ماير
- يوهان باش
- فريدريش باش